# Alexandria, Indiana
Alexandria är en stad (city) i Madison County, i delstaten Indiana, USA. Enligt United States Census Bureau har staden en folkmängd på 5 128 invånare (2011) och en landarea på 6,8 km².